# 北近義村
北近義村（きたこぎむら）は、かつて大阪府にあった村。現在の貝塚市北西部、主に近木川下流域の右岸にあたる。村名の由来は、『和名抄』などにも見られる郷名「近義」より。
貝塚寺内寄り、海塚新町に隣接する紀州街道沿いには、新町または脇浜新町と呼ばれる脇浜・加治・畠中3村の出戸が形成され、早くから市街化していた（現在の貝塚市新町）。また、岸和田藩は領内の民政に関して「七人庄屋」という制度を設けていたが、このうちの1人として1789年（寛政元年）から市場村の小川家に代わって畠中村の要家が任ぜられていた。

## 歴史
- 1889年（明治22年）4月1日、日根郡脇浜村、加治村、神前村、畠中村、石才村が合併して、日根郡北近義村が発足。大字加治に村役場を設置。
- 1896年（明治29年）4月1日、郡の統廃合により、所属郡が泉南郡となる。
- 1931年（昭和6年）4月1日、泉南郡貝塚町、麻生郷村、島村、南近義村と合併し、貝塚町となる。

## 交通

### 鉄道路線
- 水間鉄道
  - 水間線
    - 石才駅

現在は上記の他に水間線貝塚市役所前駅、近義の里駅が所在するが、当時は未開業。

### 道路
- 紀州街道
- 粉河街道
- 熊野街道